# Hugo Rudolph Kruyt

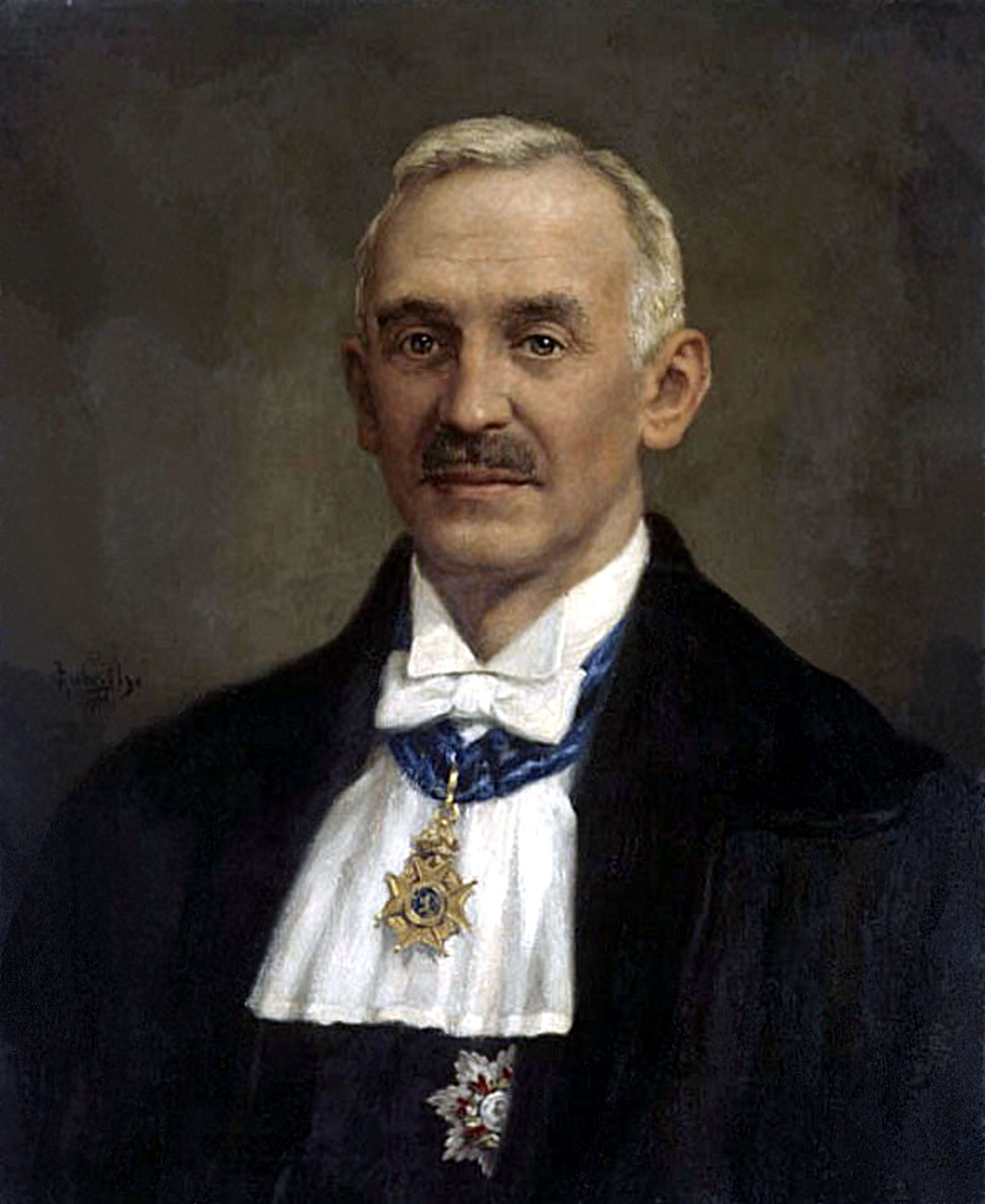
Hugo Kruyt (1933)

Hugo Rudolph Kruyt, auch Krujit, (* 3. Juni 1882 in Den Haag; † 31. August 1959 ebenda) war ein niederländischer Kolloid-Chemiker.

## Leben
Hugo Rudolph war der jüngste Sohn des Verlagdirektors der Firma J. H. Kruyt Johannes Hermanus Kruyt (* 26. September 1839 in Arnhem; † 21. August 1898 in Bussum) und dessen Frau Maria Ida Perkins (* 18. August 1846 in Rothes (Schottland); † 28. März 1940 in Utrecht). Er besuchte die Grundschule in Bussum und danach die höhere Bürgerschule in Amersfoort. 1900 begann er an der Universität von Amsterdam ein Studium der Chemie. Zu seinen Lehrern in Amsterdam gehörten unter anderem Frans Maurits Jaeger, Johannes Diderik van der Waals und Johannes van Laar (1860–1938). 1904 absolvierte Kruyt sein Kandidatenexamen und 1906 sein Doktoralsexamen. Ab 1906 war er Assistent bei Hendrik Willem Bakhuis Roozeboom, promovierte 1908 mit der Arbeit De Dynamische Allotropie der Zwavel (deutsch: Die dynamische Allotropie des Schwefels) und fungierte danach als Privatdozent an der Universität Utrecht, an der Seite von Ernst Julius Cohen. 1909 wechselte er als Privatdozent an die Universität Groningen, wo er im Akademiejahr 1910/11 die Lehrstelle eines Lektors bekleidete. Nachdem er ab 1912 als Lektor in Utrecht gewirkt hatte, erhielt er Anfang 1916 einen Ruf als außerordentlicher Professor für Chemie daselbst, welche Aufgabe er am 17. Mai desselben Jahres mit der Einführungsrede Algemeene theorie en bizondere ervaring (deutsch: Allgemeine Theorien und besondere Erfahrungen) begann. Im Mai 1921 wechselte er auf die ordentliche Professur der Chemie, die er bis zu seiner Emeritierung 1946 bekleidete. 
Zu seinen Schülern gehören unter anderem Anton Eduard van Arkel, Hendrik Gerard Bungenberg de Jong (1893–1977), Hendrik Abraham Cysouw (1905–1972), Reijer Hooykaas (1906–1994), Paul Frederic Joseph Alphonse Julien (1901–2001), Margaretha Albertina Maria Klompé, Andreas Gerardus Maria van Melsen, Gerardus Antonius Joseph van Os (1911–2006), Jan Theodor Gerad Overbeek, Henricus Jacobus Charles Tendeloo (1896–1984), Johannes Christiaan Mari Hattinga Verschure (1914–2006) und Evert Johannes Willem Verwey. Im Akademiejahr 1940/41 wurde er zum Rektor der Utrechter Alma Mater gewählt, wozu er zum 305. Universitätsjubiläum der Bildungseinrichtung. am 23. März 1941, die Rektoratsrede De weg der wetenschap (deutsch: Der Weg der Wissenschaft) hielt. Während dieser Phase bemühte er sich aufgrund der deutschen Besatzung die Universität offen zu halten, ohne der Kollaboration verdächtigt zu werden. Ab 1946 fungierte Kruyt noch als Präsident für die Niederländischen Organisation für Angewandte Naturwissenschaftliche Forschung (niederländisch: Nederlandsche Centrale Organisatie voor Toegepast-Natuurwetenschappelijk Onderzoek (T.N.O)) in Den Haag und ab 1953 als deren Vorsitzender.

## Wirken
Kruyt gilt als Begründer der niederländischen wissenschaftlichen Kolloid-Chemie. Sein literarisches Hauptwerk ist die Inleiding tot de fysische chemie, de colloidchemie in het bijzonder voor biologen en medici (deutsch: Einführung in die physikalische Chemie und Kolloidchemie insbesondere für Biologen und Mediziner, auch ins russische übersetzt). Sein Buch Colloids. A Textbook erhielt ebenfalls internationale Anerkennung und wurde in die russische, sowie französische Sprache übersetzt. Zudem stammen aus seiner Hand über 150. Aufsätze der physikalischen Chemie, in den wissenschaftlichen Fachzeitschriften und Journalen seiner Zeit. Er hielt Gastvorlesungen in den Vereinigten Staaten von Amerika, England, Frankreich, Deutschland, der UdSSR, Österreich, Belgien und Spanien. Ab 1918 war er Präsident und ab 1921 Ehrenmitglied der niederländischen chemischen Gesellschaft und bemühte sich darin insbesondere um Einbeziehung der Industrie. In diesem Zusammenhang beteiligte er sich unter anderem an der Aufrichtung des niederländischen Kunststoffsinstituts. 
Kruyt bemühte sich Elemente des US-amerikanischen universitären Systems in die Niederlande zu übertragen (vgl. Hooge School en Maatschappij 1933). Von 1947 bis 1958 bekleidete er eine Kuratorstelle an der Universität von Amsterdam. In den 1920er Jahren war er aktiv im Komitee zur Gründung der Niederländischen Organisation für Angewandte Naturwissenschaftliche Forschung und war ab den 1930er Jahren deren Präsident. 1928 bis 1934 war er Vizepräsident und 1947 bis 1951 Präsident der Union Internationale de Chimie Pure et Appliquée. 1937 bis 1945 war er Vizepräsident und 1945/46 Präsident des International Council of Scientific Unions. 1947 bis 1957 war er Präsident des niederländischen UNESCO-Komitees. Er wurde Internationaler Wissenschaftsrat, Ehrenmitglied der Société de Chimie Industrielle de France, Ehrenmitglied der Gesellschaft Österreichischer Chemiker, Ehrenmitglied der römischen chemischen Vereinigung, korrespondierendes Mitglied der Koninklijke Vlaamse Academie van België voor Wetenschappen en Kunsten, Mitglied der Provinciaal Utrechtsch Genootschap van Kunsten en Wetenschappen (deutsch: provinziellen Utrechtschen Gesellschaft für Künste und Wissenschaften), Ehrenmitglied der englischen Society of Chemical Industry und seit 1922 Mitglied der königlich Niederländischen Akademie der Wissenschaften. 
Kruyt erhielt die Honoris causa Würde 1936 der Universität Gent, der 1951 Universität Glasgow und 1950 der Sorbonne in Paris. 1937 erhielt er die Lavoisier-Medaille und 1955 die internationale Medaille der Society of Chemical Industry. Man ernannte ihn zum 1934 zum Kommandeur des Ordens der Spanischen Republik, 1936 zum Kommandeur des Ordens Leopolds II. von Belgien, zum Kommandeur des Ordens von Oranien-Nassau und zum Ritter des Ordens vom niederländischen Löwen. Ein Gebäude der Universität Utrecht ist nach ihm benannt. Sein Bruder Willy Kruyt (1877–1943) war Kommunist und Widerstandskämpfer gegen die Nationalsozialisten (er wurde von England kommend nach einem Fallschirmabsprung über Belgien gefangen genommen und in Berlin erschossen).

## Familie
Kruyt war zwei Mal verheiratet. Seine erste Ehe schloss er am 21. März 1907 in Amsterdam mit Maria Frederika Paris (* 23. Januar 1881 in Amsterdam; † 26. November 1970 in Utrecht), die Tochter des Hendrik Jan Paris (* 25. April 1850 in Amsterdam; † 17. Juni 1919 in Amsterdam) und der Geertruida Maria Sophia Eilers (* 16. September 1852 in Amsterdam; † 4. August 1881 in Amsterdam). Aus der Ehe stammen zwei Söhne und vier Töchter. Nach der Scheidung der ersten Ehe am 27. März 1942, ging er am 30. April 1942 in Utrecht seine zweite Ehe mit Jacoba Maria Kramer (* 7. September 1907 in Kortgene; † 4. Januar 2000 in Utrecht), die Tochter des Hendrik Adriaan Kramer (* 24. April 1872 in Kortgene; † 23. November 1961 in Zeist) und dessen Frau Maria de Looff (* 16. Oktober 1871 in Kortgene; † 28. Juni 1953 in Kortgene), ein. Die Ehe blieb kinderlos. Von den Kindern kennt man:
- Yda Kruyt (* 28. März 1908 in Utrecht; † 27. Oktober 1998 in Hilversum) verheiratet am 3. März 1934 in Utrecht mit Rutger Schoute (* 27. Juni 1908 in De Bilt; † 21. April 1983 in Hilversum),
- Johanna Kruyt (* 19. Januar 1910 in Utrecht; † 18. April 1964 in Utrecht) verheiratet am 17. Juli 1933 in Utrecht mit Prof. Klaas Christiaan Winkler (* 22. Mai 1908 in Amsterdam; † 6. Dezember 1994 in Utrecht)
- Truus Kruyt (* 17. September 1912 in Utrecht; † 28. März 2012 in IJlst) verheiratet am 10. November 1939 in Utrecht mit Jan de Vries (* 24. Juni 1910 in Ubbergen; † 28. Mai 1995 in Isle of Coll (Großbritannien))
- Wilhelmine Charlotte Elsabeth Kruyt (* 2. Juni 1914 in Utrecht; † 14. Mai 2006 in Heerde) verheiratet am 24. Mai 1941 in Utrecht Jan Hendrik Lichtenbelt (* 23. April 1908 in Utrecht; † 7. Februar 1997 in Utrecht)
- Hendrik Jan Kruyt (* 4. Juli 1916 in Utrecht; † 21. September 1991 in Zeist) verheiratet am 25. März 1943 mit Sophia Maria Ferman (* 8. Februar 1920 in Zeist; † 2. Januar 1999 ebenda)
- Hugo Rudolph Kruyt (* 22. Juni 1920 in Utrecht; † 11. Juli 2006 in Bloemendaal) verheiratet am 2. April 1951 in Enschede mit Gesina Amesz (* 17. August 1926 in Enschede; † 9. Juli 2013 in Bloemendaal)

## Werke (Auswahl)
- De dynamische allotropie der zwavel. Kruyt, Amsterdam, 1908 (Online)
- Algemeene theorie en bizondere ervaring. Kruyt, Amsterdam, 1916 (Online PDF)
- Inleiding tot de fysische chemie, de colloidchemie in het bijzonder  voor biologen en medici. Paris, Amsterdam, 1924; 2. Aufl. Paris, Amsterdam, 1925; 3. Aufl. Paris, Amsterdam, 1926; 4. Aufl. Paris, Amsterdam, 1929; 5. Aufl. Paris, Amsterdam, 1931; 6. Aufl. Paris, Amsterdam, 1936; 7. Aufl. Paris, Amsterdam, 1940; 8. Aufl. Paris, Amsterdam, 1942; 9. Aufl. Paris, Amsterdam, 1944; 10. Aufl. Paris, Amsterdam, 1946; 11. Aufl. Paris, Amsterdam, 1947; 13. Aufl. Paris, Amsterdam, 1952; 14. Aufl. Paris, Amsterdam, 1954; 15. Aufl. Paris, Amsterdam, 1958; 16. Aufl. Paris, Amsterdam, 1961; 17. Aufl. Paris, Amsterdam, 1965; 18. Aufl. Paris, Amsterdam 1969; 19. Aufl. van Goor, Den Haag, 1977 (auch in Deutsch unter dem Titel: Einführung in die physikalische Chemie und Kolloidchemie insbesondere für Biologen und Mediziner. Akademische Verlagsgesellschaft, Leipzig, 1926)
- Colloids. A textbook. Wiley, New York, 1927; 2. Aufl. Wiley, New York, 1930
- Adsorptie. van Stockum, Den Haag, 1926 (mit Ernst Julius Cohen, welcher den Teil: De gedaanteverwisseling van de stof einbrachte)
- Problemen der hedendaagsche kolloidchemie. Centen, Amsterdam, 1930
- Hooge school en maatschappij. Paris, Amsterdam, 1931
- College phasenleer. Utrecht, 1932–1933
- Les colloïdes  manuel de chimie colloïdale. Alcan, Paris, 1933
- Report on viscosity and plasticity. Amsterdam 1935 & 1938
- Zuivere wetenschap, toegepaste wetenschap en wetenschapstoepassing  rede ter opening van de honderd-zes-en-zestigste ledenvergadering van het Provinciaal Utrechtsch Genootschap van Kunsten en Wetenschappen, gehouden 31 mei 1939. Kemink, Utrecht, 1939
- De weg der wetenschap. Paris, Amsterdam, 1941 (Rektoratsrede)
- Hoge School en Maatschappij en Rede tot de universitaire gemeenschap. 2. Aufl. Paris, Amsterdam, 1946
- Afscheidscollege gehouden op Vrijdag 20 September 1946 in de collegezaal van het Organisch-Chemisch Laboratorium te Utrecht. Amsterdam 1946
- Colloid Science. Elsevier, Amsterdam, 1949–1952, 1969–1972 (2. Bde.)
- Het hoger onderwijs op de helling. Leiden 1951
- Ordening op het gebied van het wetenschappelijk onderzoek. Bohn, Haarlem, 1955
- An introduction to physical chemistry for biologists and medical students with special reference to colloid chemistry. Heinemann, London, 1960 (gemeinsam mit Jan Theodoor Gerard Overbeek, übersetzt von A. J. Mee)